# Круглов, Валерий Александрович
Валерий Александрович Круглов (родился 26 февраля 1949 года в Переяславле-Залесском) — генерал-майор госбезопасности, командир спецподразделения «Вега» МВД России в 1994—1996 годах (фактически — спецподразделения «Вымпел»).

## Биография

### Служба в СССР
Родился 26 февраля 1949 года в Переславле-Залесском (Ярославская область). Окончил Московское высшее пограничное командное Краснознаменное училище КГБ при Совете министров в 1972 году и Краснознамённый институт КГБ СССР в 1978 году (с изучением китайского языка). Службу проходил в линейных подразделениях, в разведке Кишинёвского погранотряда Западного пограничного округа и в разведке 49-го панфиловского погранотряда Дальневосточного пограничного округа на советско-китайской границе.
26 февраля 1982 года Круглов был направлен в группу специального назначения «Вымпел» (группа «В») при Первом главном управлении КГБ СССР для прохождения службы в Афганистане. Службу начинал с должностей помощника начальника отдела и старшего офицера штаба; изучал дополнительно минно-взрывное дело, виды оружия, специфику использования средств связи. В апреле 1982 года отправился в командировку в Афганистан в составе группы «Каскад-4», нёс там службу в 1982—1983 годах. За время командировки группа потеряла в Кандагаре солдата. Сам Круглов нёс службу в Кабуле при штабе, занимаясь агентурной работой и планированием операций; его командирами были Евгений Савинцев, Валерий Розин и Виктор Ким (начальник штаба). По возвращении из Афганистана Круглов был назначен ответственным за оперативно-боевую подготовку: он проводил мобилизационные учения с выездом на место их фактического проведения.

### Служба в Российской Федерации
По состоянию на август 1991 года был заместителем начальника 4-го оперативно-боевого отдела «Вымпела». В связи с политическим кризисом группе давали прямо противоположные приказы о защите Кремля и Белого дома и об их штурме. В 1993 году группа получила приказ выдвинуться в Шереметьево и арестовать группу лиц, которые якобы летели из Цюриха в Москву с важными документами, компрометирующими политическое руководство страны. Позже выяснилось, что группу из Швейцарии сопровождали бойцы «Альфы», а самолёт в итоге взял курс на Внуково. До смены курса на Внуково Круглов, по собственным воспоминаниям, утверждал, что здесь могла быть какая-то провокация.
После событий сентября — октября 1993 года в Москве группа «Вымпел», отказавшаяся идти на штурм Белого дома, 25 января 1994 года была выведена из состава ГУО РФ и прекратила существование. Круглов занимал пост заместителя командира в группе на тот момент. После встречи с главой МВД России Виктором Ериным командир группы Дмитрий Герасимов добился сохранения подразделения и предложил Круглову стать командиром вне зависимости от того, в каком ведомстве окажется новое подразделение; Круглов принял предложение. На базе «Вымпела» в итоге был сформирован отряд «Вега» при МВД России с полным сохранением преемственности — идею названия подал начальник штаба группы Владимир Гришин.

### Война в Чечне
Круглов был назначен командиром отряда в том же 1994 году, а позже обратился к руководителю ФСБ Михаилу Барсукову с просьбой передать отряд обратно в состав ФСБ РФ, что и было сделано 28 августа 1995 года. В составе отряда участвовал в Первой чеченской войне: изначально Круглов с отрядом должен был готовиться к штурму президентского дворца в Грозном в октябре 1994 года, однако позже поступила команда об отмене подготовки к штурму. В дальнейшем Круглов возглавлял отряд в операциях по освобождению заложников в Минеральных водах, Будённовске и Первомайском, захваченных чеченскими террористами. В Будённовске сотрудники снайперского отряда Круглова ликвидировали некоторое количество противников, что стало одной из предпосылок к тому, что террористы согласились на переговоры. Прорабатывался план подкопа под больницу, однако сигнал о начале подобной операции так и не поступил. Люди Круглова сопровождали на вертолётах колонну автобусов с боевиками и заложниками, ехавшими в сторону Чечни: дважды бойцы запрашивали команду на обезвреживание террористов, но не получали «добро».
В отставку Круглов вышел в 1995 году в звании генерал-майора, не желая участвовать в дальнейших политических играх. Отмечен рядом государственных наград (в том числе орденом Мужества) и именным оружием. В 2012 году Круглов был одним из участников операции по задержанию Сергея Магина и Руслана Чухлиба, фигурантов уголовного дела в отношении группы сотрудников Главного управления экономической безопасности и противодействия коррупции МВД России, обвинявшихся в создании организованного преступного сообщества.

## Вне службы
Женат, есть трое детей и семеро внуков. Старший сын родился в Переславле-Залесском, дочь родилась в Молдавии, младший сын — в Казахстане. Увлекается охотой и рыбалкой. Ведёт общественно-патриотическую и спортивно-оздоровительную работу: действующий председатель фонда поддержки участников боевых действий и специальных операций «Вымпел».